# Tetrabromometacresolsulfonoftaleína
Tetrabromometacresolsulfonoftaleína é um composto químico utilizado como corante indicador. É também chamado verde de bromocresol. Tem uma aparência sólida, em forma de cristais. É de cor amarela pálida e é inodoro. É um composto tóxico e deve-se evitar a sua inalação, como o contacto com a pele e olhos.
- Fórmula molecular: C21H14Br4O5S
- Massa molecular: 698,05
- Ponto de fusão: > 218,00 °C

É utilizado juntamente com o púrpura de bromocresol na análise de fármacos veterinários.

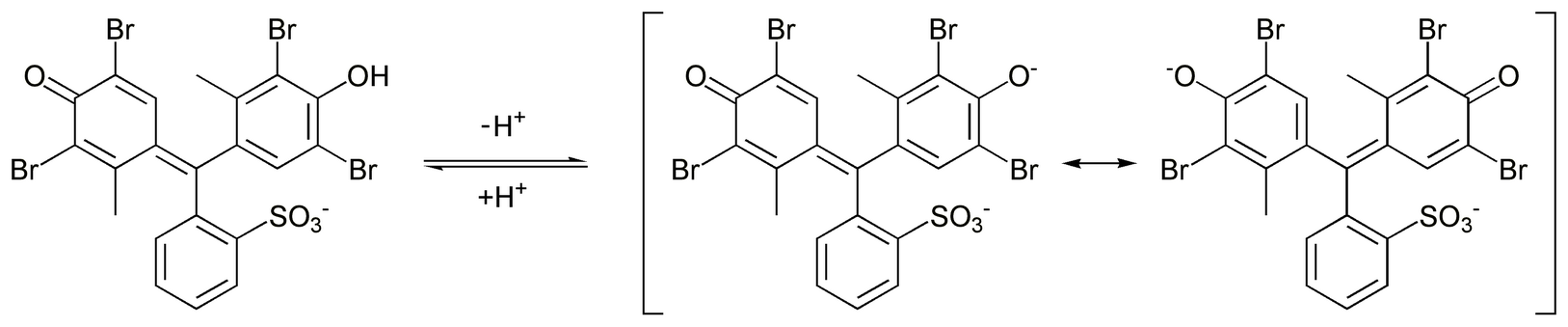
Reação mostrando tanto as formas ácida como a básica do verde de bromocresol.